# Hofanlage Sandfeld 33
Die Hofanlage Sandfeld 33 im niedersächsischen Elsfleth-Sandfeld/Süderfeld im Landkreis Wesermarsch stammt aus dem  19. Jahrhundert.

Aktuell (2023) wird sie als Wohnhaus genutzt.
Die Gebäude stehen unter Denkmalschutz (siehe auch Liste der Baudenkmale in Elsfleth).

## Geschichte
Die Marschhufensiedlung Moorriem mit den mittleren Bauerschaften Sandfeld/Süderfeld erstreckt sich über etwa 16 Kilometer, wurde nach 1062 gegründet und erhielt im 14. Jahrhundert die heutige Struktur mit den schmalen, extrem langgestreckten Parzellen. Im Abstand von ca. 50 bis 100 Metern liegen zahlreiche Hofstellen auf Wurten.
Die Hofanlage auf einer Wurt und auf einem großen Grundstück mit markantem alten Baumbestand besteht aus
- dem eingeschossigen giebelständigen Wohn- und Wirtschaftsgebäude von 1821 (Inschrift) als Zweiständer-Hallenhaus in Rasterfachwerk mit Steinausfachungen, mit reetgedecktem Krüppelwalmdach und Niedersachsengiebeln mit Uhlenloch sowie der Grooten Door mit Rundbogen,[2]
- der eingeschossigen giebelständigen Scheune aus der ersten Hälfte des 18. Jahrhunderts (um 1821) in teils verbohltem Fachwerk und Ankerbalkenkonstruktion mit zum Teil Backsteinausfachungen sowie mit reetgedecktem Walmdach, der Querdurchfahrt und auf der Ostseite mit späterer Kübbung mit Pultdach,[3]
- dem eingeschossigen traufständigen südlichen Stall aus dem 19. Jahrhundert (von oder etwas nach 1821), in Fachwerk mit Backsteinausfachungen sowie früher Satteldach und aktuell Flachdach; davor Skulptur aus Teilen von landwirtschaftlichen Geräten[4]
- sowie weiteren nicht denkmalgeschützten Nebenanlagen.

Das Landesdenkmalamt befand: „… geschichtliche Bedeutung … als beispielhafte Hofanlage des frühen 19. Jhs. und für die Volkskunde sowie eine städtebauliche Bedeutung für das Landschaftsbild … .“